# Ride Along 2
Ride Along 2 (Infiltrados en Miami en España y Un novato en apuros 2 en Hispanoamérica) es una película estadounidense de comedia de acción dirigida por Tim Story y escrita por Phil Hay y Matt Manfredi. Es la secuela de la película de 2014 Ride Along. La película está protagonizada por Ice Cube, Kevin Hart, Tika Sumpter, Benjamin Bratt, Olivia Munn y Ken Jeong. La película se estrenó el 15 de enero de 2016 en Estados Unidos.

## Trama
En el barco del señor del crimen Antonio Pope, su hacker, AJ, está revisando una lista en la computadora. Pope llama al comisario del puerto Griffin por teléfono y lo acusa por robarle dinero. Griffin niega haber recibido el dinero. Con uno de sus sicarios en la habitación, Pope hace que maten a Griffin en su oficina y luego ordena a sus sicarios que encuentres a quien quiera que se haya llevado su dinero.
Dos años después, James está con su compañero, Mayfield, mientras se infiltran en una reunión de vehículos para encontrar a un infame traficante de drogas llamado Troy. James acercan lo suficiente a Troy, pero Troy le apunta con un arma. Ben ve esto a través de las cámaras y se escapa para ayudar. Amenaza a Troy actuando con dureza, sólo para dejar caer su placa frente al ladrón.
Luego, en segundos, ocurre un breve tiroteo que lleva a un plan aleatorio "B" con Mayfield recibiendo un disparo y Troy escapando. James y Ben van tras él, con Ben casi atropellado, aunque James sigue a Troy el tiempo suficiente hasta que Troy pierde el control del auto y se choca. James luego captura a Troy y se quita un collar que llevaba, con una unidad flash.
Mayfield es luego hospitalizado. El teniente Brooks le asigna a James que vaya a Miami y para quien trabajaba Troy. Ben quiere ir para demostrar que está listo para el trabajo de policía, pero nadie cree en él, especialmente después del desastre que acaba de causar.

## Reparto
- Ice Cube como  James Payton.
- Kevin Hart como Ben Barber.
- Tika Sumpter como Angela Payton-Barber.
- Benjamin Bratt como Antonio Pope.
- Olivia Munn[1] como Maya Cruz
- Ken Jeong[2] como A.J.
- Glen Powell[3] como Troy.
- Sherri Shepherd[4] como Cori.
- Bruce McGill como el teniente Brooks.
- Tip "T.I." Harris como Tony David.
- Nadine Velazquez como Tasha.
- Tyrese Gibson como D.J.[5][6]
- Dwyane Wade como el mismo.
- Chris Bosh como el mismo.

## Producción
El 23 de abril de 2013, el estudio anunció que habría una secuela de la película, con el guion escrito por Phil Hay y Matt Manfredi. El 18 de febrero de 2014, se anunció que tras el éxito de Ride Along, Universal estaba avanzando con una secuela que Tim Story dirigiría nuevamente. Ice Cube y Kevin Hart volverán a repetir sus papeles. Phil Hay y Matt Manfredi estaba ultimando el guion con el sistema de producción para comenzar a finales de junio o principios de julio de 2014. Benjamin Bratt se unió al elenco de la película con una trama que Variety reveló: tendrá sus dos estrellas viajando a Miami para la diversión, el caos, y los engaños. El 16 de julio Glen Powell se unió al elenco de la película. El 28 de julio Sherri Shepherd se unió al elenco de la película.

### Rodaje
La fotografía principal de la película comenzó el 7 de julio de 2014 en Miami, Florida y terminó en septiembre de 2014. El 9 de julio, ambos actores, Cube y Hart, fueron vistos en el set de la película en una playa en South Beach. Tras una semana de rodaje en Miami, la producción pasó a Fort Lauderdale, Florida el 14 de julio, donde se filmó durante el 21 de julio. Luego el rodaje tuvo lugar de nuevo en Miami hasta el final de julio y entonces la producción se trasladó a Atlanta, donde la primera parte de la película fue filmada. En Atlanta, después de que los preparativos comenzaron el 24 de julio para las escenas de la filmación en el 55 Park Place, el rodaje comenzó el 28 de julio de 2015, y duro hasta el 4 de agosto de 2015.

## Estreno
El 13 de marzo de 2014, Universal fijó la película para su estreno el 15 de enero de 2016.
El primer tráiler oficial de Ride Along 2 fue estrenado el 13 de agosto de 2015 y adjunta a la proyección de Universal Straight Outta Compton.

## Recepción
Ride Along 2 ha recibido críticas negativas de parte de la crítica. En el portal de internet Rotten Tomatoes, la película posee una calificación de 15%, basada en 94 reseñas, con una puntuación de 3.8/10. La página Metacritic le ha dado a la película una puntuación de 32 de 100, basada en 29 críticas, indicando "reseñas generalmente desfavorables". Las audiencias de CinemaScore le dieron al filme una puntuación de "B+" en una escala de A+ a F, mientras que en el sitio IMDb los usuarios le han dado una puntuación de 5.9/10, sobre la base de más de 14 000 votos.